# Tonderghie House

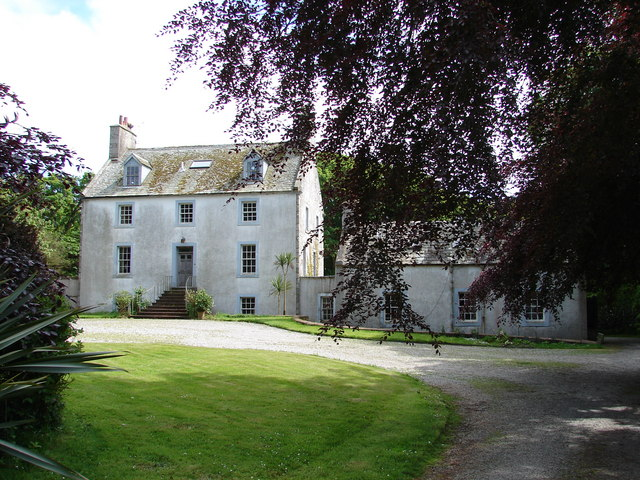
Tonderghie House

Tonderghie House ist eine Villa nahe der schottischen Ortschaft Isle of Whithorn in der Council Area Dumfries and Galloway. 1972 wurde das Bauwerk in die schottischen Denkmallisten in der höchsten Denkmalkategorie A aufgenommen. Des Weiteren sind die zugehörigen Stallungen eigenständig als Kategorie-A-Bauwerk klassifiziert.

## Beschreibung
Tonderghie House entstand Mitte des 18. Jahrhunderts. Es liegt isoliert rund drei Kilometer südwestlich von Isle of Whithorn. Die nordexponierte Frontseite der zweistöckigen Villa ist symmetrisch aufgebaut und drei Achsen weit. Der mittige Eingang ist über eine geschwungene Vortreppe mit schmiedeeisernem Geländer zugänglich. Die Holztüre schließt mit einem Kämpferfenster. Farbige Faschen fassen die zwölfteiligen Sprossenfenster ein und setzen sie farblich von den mit Harl verputzten Fassaden ab. Von der Südseite geht ein kleiner Anbau aus dem 20. Jahrhundert ab. Unterhalb dessen Walmdach verläuft ein Kranzgesims. Das Hauptgebäude schließt mit einem schiefergedeckten Satteldach ab. Auf beiden Seiten treten jeweils zwei Satteldachgauben heraus, die im Laufe des 19. Jahrhunderts hinzugefügt wurden.
Zu beiden Seiten sind einstöckige Pavillons vorgelagert, die über einen kurzen Korridor mit dem Hauptgebäude verbunden sind. In ihrer Gestaltung entsprechen sie dem Hauptgebäude. Sie sind drei Achsen weit und schließen mit Satteldächern. In die Rückseite des östlichen Pavillons ist ein weites Tor eingelassen.

## Gutshof
Der rund 300 m südwestlich von Tonderghie House gelegene Gutshof stammt aus dem früheren 19. Jahrhundert, geht jedoch auf einen Vorgängerhof aus dem 18. Jahrhundert zurück. Die länglichen Gebäude umschließen einen quadratischen Innenhof vollständig, der durch einen Torweg an der Ostseite zugänglich ist. Das Mauerwerk besteht aus Bruchstein mit abgesetzten Natursteineinfassungen aus rotem polierten Sandstein. In den zweckmäßig aufgebauten Gebäuden sind Stallungen, Scheunen und Wagenschuppen untergebracht. Oberhalb des Torwegs an der sieben Achsen weiten Ostseite ragt ein Taubenturm mit quadratischem Grundriss und abschließendem Pyramidendach auf. Bemerkenswert ist der der Nordseite vorgelagerte Pferdegöpel, der mit einem schiefergedeckten Kegeldach schließt. Die Maschinerie zum Antrieb einer Dreschvorrichtung ist weitgehend erhalten.
Der Gutshof wird nicht mehr genutzt. 2014 wurde das Bauwerk in das Register gefährdeter denkmalgeschützter Bauwerke in Schottland aufgenommen. Die Dächer der Süd- und Westflanken sind eingestürzt und Pflanzenbewuchs im Gebäudeinneren wird beobachtet. Auch die Bausubstanz der übrigen Gebäudeteile verschlechtert sich zusehends, sodass der Gesamtzustand des Komplexes im Rahmen einer Begehung 2015 als sehr schlecht bei gleichzeitig hoher Gefährdung eingestuft wurde.